# Chorupnik
Chorupnik is een plaats in het Poolse district  Krasnostawski, woiwodschap Lublin. De plaats maakt deel uit van de gemeente Gorzków en telt 470 inwoners.